# الصناعة الدوائية في الصين
تعد الصناعة الدوائية إحدى الصناعات الرائدة في جمهورية الصين الشعبية، وتغطي المواد الكيميائية الاصطناعية والأدوية، والأدوية الصينية الجاهزة، والأجهزة الطبية، والأجهزة والأدوات، ومواد النظافة، ومواد التعبئة، وآلات صناعة المستحضرات الدوائية.
تشكل الصين 20% من تعداد سكان العالم ولكن 1.5% فقط من سوق الأدوية العالمي. صُممت بيئة الرعاية الصحية المتغيرة في الصين من أجل توسيع نطاق التأمين الصحي الأساسي ليشمل شريحة أكبر من السكان وليوفر للأفراد إمكانية وصول أكبر إلى المنتجات والخدمات. بعد فترة التغيير، كان من المتوقع أن تواصل الصناعة الدوائية توسعها.
يوجد بالصين، منذ عام 2007، حوالي 3000 إلى 6000 مصنع دوائي محلي وحوالي 14000 موزع دوائي محلي. من أكثر العوامل السلبية شيوعًا في السوق التجارية، الافتقار إلى حماية حقوق الملكية الفكرية، وعدم الوضوح فيما يخص إجراءات الموافقة على الأدوية، وغياب الرقابة الحكومية الفعالة، والضعف في دعم الشركات للبحوث الدوائية، والفروقات في العلاجات في الصين والتي مُنحت إلى شركات محلية وأجنبية. ومع ذلك، تفيد التقارير أنه من المتوقع أن تصبح الصين ثالث أكبر سوق للأدوية في العالم بحلول عام 2011.
مع ازدياد عمليات البحث والتطوير، فقد أصبحت شنغهاي واحدة من أهم مراكز البحوث الدوائية العالمية. ومن الجدير بالذكر، أنه كان من المتوقع أن شركة نوفارتس ستنشئ قاعدة بحث وتطوير كبيرة في شنغهاي لتكون ركيزة من أجل تطوير أدويتهم.
تشكل الآلاف من الشركات المحلية في الصين 70% من السوق، وتشكل أكبر عشر شركات حوالي 20%، وفقًا لبزنس شاينا. في المقابل، في معظم البلدان المتقدمة تسيطر أكبر 10 شركات على نصف السوق تقريبًا. منذ 30 يونيوعام 2004، قامت إدارة الغذاء والدواء الحكومية (إس إف دي إيه) بإغلاق الشركات المصنعة التي لا تحقق معايير جي إم بّيGMP/ الجديدة. تمثل الأطراف الفاعلة الأجنبية نسبة 10% إلى 20% من إجمالي المبيعات، اعتمادًا على أنواع الأدوية والمشاريع المدرجة في الحساب. ومع ذلك، تنمو مبيعات أهم الشركات الصينية بشكل أسرع من الشركات الغربية.

## النمو في المستقبل
تعتبر الصين ثاني أكبر سوق للأدوية الطبية في العالم، وفقًا لتقرير صادر عن شركة أبحاث السوق الدوائية آي إم إس هيلث. يقول التقرير أن عائدات الأدوية الصينية تنمو بسرعة وأن السوق هناك قد يتضاعف بحلول عام 2013. وقال التقرير إن مبيعات الأدوية التي تحتاج وصفة طبية في الصين ستنمو بمقدار 40 مليار دولار أمريكي خلال عام 2013. ارتفع مردود القيمة المضافة لصناعة الأدوية الصينية بنسبة 14.9% عن العام السابق في 2009، وفقًا للإحصاءات الصادرة عن وزارة الصناعة وتكنولوجيا المعلومات. في الأشهر الـ 11 الأولى من العام الماضي، بلغ مجموع صافي الربح لقطاع الأدوية 89.6 مليار رنمينبي، بزيادة 25.9% عن العام الذي سبقه. كان النمو فقط 16.2% في الفترة من يناير إلى أغسطس.

## نظرة عامة
أسست الصين هيكلًا للصناعة الدوائية، وأصبحت واحدة من أكبر منتجي الأدوية في العالم. نمت صناعة الأدوية الصينية بمعدل سنوي متوسط قدره 16.72% خلال العقود القليلة الماضية. ومع ذلك، لا تزال الصناعة محدودة النطاق وذات توزع جغرافي متفرق وعمليات إنتاج مكررة وتقنيات تصنيع وبنى إدارة قديمة. تعاني صناعة الأدوية الصينية من تركز سوقي منخفض وضعف في القدرة التنافسية التجارية الدولية، إلى جانب قلة وجود الأدوية المطورة محليًا والحاصلة على براءة اختراع (بارنيت سو;2010).
تحسنت ظروف الاستثمار في الصين بسبب الطلب الاستهلاكي الهائل على الأدوية، وانخفاض تكاليف اليد العاملة والتغيرات الناتجة عن الإصلاح الاقتصادي. التغييرات في قوانين براءات الاختراع التي تتفق مع متطلبات الاتفاقية حول الجوانب التجارية لحقوق الملكية الفكرية (أو «اتفاق تريبس») وأيضًا أدى النقص في عمليات البحث والتطوير الدوائي في الصين، إلى حدوث فجوات في السوق.
كانت الصناعات الدوائية المحلية مساهمًا رئيسيًا في النمو الاقتصادي الهائل في البلاد، وباعتبارها واحدة من أكبر منتجي الأدوية في العالم، حقق هذا القطاع معدل نمو سنوي مركب قدره 16.7% بين عامي 1978 و2003. ويفوق كلاهما الاقتصادات الأخرى في العالم بكثير، مما جعل الصين أسرع أسواق الأدوية نموًا في العالم. على الرغم من أن الصين تمتعت بفوائد السوق الواسعة لإنتاج وتوزيع الأدوية، فإن الصناعة تعاني من محدودية الابتكار والاستثمار في عمليات البحث والتطوير وتطوير المنتجات الجديدة. ولم يتم تحقيق وفورات الحجم في القطاع بعد. معظم الشركات المصنعة المحلية في مجال الصناعة الدوائية تفتقر إلى الملكية الفكرية المستقلة والموارد المالية من أجل تطوير منتجات علامتها التجارية، وتعتمد معظم الشركات المصنعة على الإنتاج المتكرر للأدوية السائبة ذات القيمة المضافة المنخفضة والأدوية المقلدة.

## الجودة
غالبًا ما تكون جودة الأدوية والمكونات الدوائية الفعالة (إيه بّي آي) التي تنتجها شركات الأدوية الصينية ضعيفة.
في السنوات الثلاث الماضية 2015-2017، وُجهت 35 رسالة تحذير من إدارة الغذاء والدواء الأمريكية إلى شركات الأدوية الصينية تشير إلى مشكلات خطيرة تتعلق بسلامة البيانات، بما في ذلك حذف البيانات أو التلاعب بها أو تلفيق نتائج الاختبار، راجع «تحليل رسائل تحذير إدارة الغذاء والدواء لعام 2017 بشأن سلامة البيانات» بقلم باربرا أنغر شركة أنغر للاستشارات.
https://www.pharmaceuticalonline.com/doc/an-analysis-of-fda-warning-letters-on-data-integrity-0003
راجع القائمة الطويلة لشركات الأدوية الصينية التي وضعت إدارة الدواء والغذاء تنبيهًا بخصوص استيرادها، بسبب عدم مطابقتها لممارسات التصنيعية الجيدة بدرجة خطيرة. http://www.accessdata.fda.gov/cms_ia/importalert_189.html
راجع تقارير للوكالة الأوروبية للأدوية (إي يو دي إيه جي إم دي بّي/ (EudaGMDP حول عدم المطابقة استنادًا إلى عمليات مراقبة الشركات التي كشفت عن عدم مطابقة خطير للممارسات التصنيعية الجيدة: http://eudragmdp.ema.europa.eu/inspections/gmpc/searchGMPNonCompliance.do
راجع رسائل تحذير إدارة الغذاء والدواء التي توضح بالتفصيل عدم المطابقة للممارسات التصنيعية الجيدة: https://www.fda.gov/iceci/enforcementactions/WarningLetters/default.htm

## السياسات الحكومية
كانت الصناعة الدوائية في الصين صناعة رئيسية وُجهت بالكامل من قبل الدولة وخضعت للتخطيط المركزي، وكان لإصلاحات الحقبة الانتقالية الممتدة منذ الثمانينيات حتى يومنا هذا تأثير كبير عليها. أُعيد تنظيم صناعة الأدوية بعد تطبيق العديد من الإصلاحات الهيكلية التي بدأتها الحكومة.
تضمنت الإصلاحات الرئيسية ما يلي:
1. مطالبة جميع الشركات المصنعة للأدوية بتلبية معايير الممارسات التصنيعية الجيدة بحلول عام 2004،
2. تقليص مبيعات الأدوية من خلال المستشفيات،
3. جعل مناقصات شراء الأدوية علانيةً،
4. تطبيق نظام وطني للتأمين الصحي
5. تعزيز حماية حقوق الملكية الفكرية وتعزيز رقابة الإس إف دي إيه.

كان الهدف العام هو تحسين كفاءة التصنيع والتوزيع، وتعزيز المراقبة على سلامة الدواء، وابعاد المستشفيات عن تجارة الأدوية بالتجزئة.

## التنظيم
مع النمو المتزايد في سوق الأدوية الصينية، أدركت الحكومة أهمية الإشراف على سوق الأدوية. وطرحت العديد من اللوائح وإجراءات الإصلاح على مدى العامين الماضيين، خاصة في الفترة الأخيرة من إصلاح الرعاية الصحية. أكثر القضايا المؤثرة بخصوص الشركات الأجنبية هي مرسوم «طريقة إدارة استيراد الأدوية» الذي صدر مؤخرًا عن إدارة الدواء الحكومية، وإطلاق نسخة جديدة من شهادة تسجيل الأدوية المستوردة. على الرغم من هذه التطورات، ما تزال الصين الشركة الرائدة في مجال الأدوية المزورة، التي تحصد أرواح الناس في جميع أنحاء العالم كل عام. في حزيران / يونيو عام 2009، صادرت نيجيريا شحنة كبيرة من الأدوية المضادة للملاريا المزورة التي كتب عليها «صنع في الهند» لكنهم اكتشفوا أن الأدوية أُنتجت حقيقةً في الصين، واستوردت إلى البلدان الأفريقية. وأكدت السلطات أن الحادث ليس مفصولًا، مشيرة إلى أن تلك الحادثة كانت مجرد غيضٍ من فيض.